# Elektrownia Wiatrowa Nowy Tomyśl
Elektrownia Wiatrowa Nowy Tomyśl – elektrownia wiatrowa znajdująca się w okolicy miejscowości Paproć.
Elektrownia składa się z 2 turbin wiatrowych, każda o mocy nominalnej 2,5 MW. Wiatraki mają wysokość 210 m i były w chwili wybudowania najwyższymi tego typu konstrukcjami na świecie.
Parametry techniczne turbiny
- Wysokość masztu (kratownica) – 160 m
- Rozpiętość łopat śmigła – 100 m
- Generator Fuhrländer FL-2500 o mocy 2,5 MW